# Stephen Melville
Stephen Melville SSA OBE, južnoafriški general, * 1904, † 1977.
Melville je bil načelnik Južnoafriškega vojnega letalstva (1954-1956) in načelnik Zveznih obrambnih sil (1958-1960).